# Den stora skandalen
Den stora skandalen (franska: L'homme orchestre) är en fransk-italiensk komedifilm från 1970 i regi av Serge Korber.

## Rollista i urval
- Louis de Funès - M. Édouard, alias Evan Evans
- Noëlle Adam - Francoise
- Olivier De Funès - Philippe
- Puck Adams - Lina
- Paola Tedesco - sicilianskan
- Tiberio Murgia - sicilianaren
- Franco Volpi - markis Rostoli
- Marco Tulli - kommissarien